# Пермска област
Пермска област (рус. Пермская область) је некадашња област у Русији, бивши субјекат Руске Федерације. Административни центар је био град Перм.
Пермска област је формирана 1938. године, а 2005. је административно спојена са Коми-пермјачким аутономним округом да би био формиран нови Пермски крај.